# Mercedes-Benz M 123
| Daimler-Benz AG      | Daimler-Benz AG     |
| -------------------- | ------------------- |
|                      |                     |
| M 123                |                     |
| Hersteller:          | Daimler-Benz AG     |
| Produktionszeitraum: | 1976–1985           |
| Bauform:             | Reihensechszylinder |
| Arbeitsvolumen:      | 2525 cm³            |
| Vorgängermodell:     | M 180               |
| Nachfolgemodell:     | M 103               |

Der M 123 ist ein Sechszylinder-Reihenmotor von Daimler-Benz. Der Ottomotor mit kettengetriebener obenliegender Nockenwelle (OHC) und Gegenstromzylinderkopf fand von 1976 bis 1985 in den Modellen 250 und 250 T der Baureihe 123 Verwendung. Er löste die Motoren M 180 des Typs 230.6 und M 130 des Typs 250 2.8 der Baureihe 114 ab. Nachfolger war der M 103, der 1984 in der Baureihe 124 vorgestellt wurde.

## Entwicklung

### Allgemeines
Der M180 und der M123 haben beide nur vier Kurbelwellenlager, und ihre Ölpumpe, Kraftstoffpumpe und der Verteiler werden über eine an der Vorderseite des Motors geneigte Welle angetrieben, die wiederum durch ein Kettenrad und ein Schrägverzahnungspaar bewegt wird.
Im Gegensatz zur Paarung der Zylinderabstände des M180 ist der Zylinderabstand des M123 gleichmäßig, wie beim M130. Daher gibt es statt der zwischen den Zylindern gegossenen Kühlkanäle Schlitze in den Zylinderwänden, durch die das Kühlmittel fließt.
Der Motor hat eine obenliegende Nockenwelle (SOHC), die durch eine Kette angetrieben wird. Die senkrecht stehenden Ventile sind in zwei Reihen angeordnet und werden durch Kipphebel betätigt. Wie beim M115 befinden sich Einlass und Auslass beide auf der rechten Seite des Motors. Im Zylinderkopf befindet sich (auf der linken Seite des Motors) eine vertiefte Brennkammer (mit flachem Kolbenboden), in der sich das Auslassventil und die Zündkerze befinden, während der verbleibende Bereich (auf der rechten Seite) eine Quetschzone bildet, die dazu dient, das Luft-Kraftstoff-Gemisch in der Brennkammer zu verwirbeln.
Das Luft-Kraftstoff-Gemisch wurde von einem Solex 4A1-Vergaser erzeugt. Dieser ist vom Doppelregister-Typ, wie auch beim vorherigen Modell W114. Das bedeutet, dass jedes der beiden Mischsysteme drei Zylinder versorgt, und jedes dieser beiden Systeme besteht aus einem ersten, relativ kleinen Mischsystem für den Leerlauf und einem zweiten, größeren Mischsystem für höhere Last und höhere Drehzahlen.
Im Leerlauf und bis etwa zu einem Drittel der Last wird nur das kleinere Rohr jedes Systems mechanisch vom Gaspedal betätigt, während das zweite Rohr jedes Systems nur bei hoher Last und hoher Motordrehzahl durch eine Vakuumzelle aktiviert wird. Alle vier (2 × 2) Rohre werden von einer zentralen Schwimmerkammer mit Kraftstoff versorgt. Der Motor ist mit einer Kraftstoff-Zuleitung und einer Kraftstoff-Rücklaufleitung ausgestattet (was normalerweise eher typisch für Einspritzmotoren war), was einen Kühleffekt bewirkt, der vor Dampfblasen schützt, die Startprobleme bei heißem Wetter verursachen könnten.

### Einführung im W123

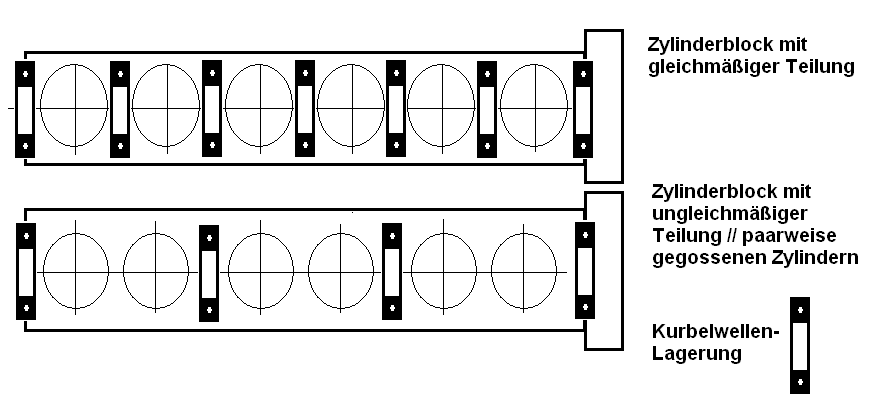
Prinzipskizze zu Zylinderabständen und ggf. Kurbelwellenlagern an Reihensechszylindern, Blick von unten in die Lagergasse der Kurbelwelle

Während die übrige Motorenpalette vom Vorgänger übernommen wurde, konnte ausgerechnet der M 123 als einzige Neuentwicklung die Kunden nicht recht überzeugen. Im Jahre 1979 wurde der Motor überarbeitet, wobei die Leistung von 95 kW (129 PS) auf 103 kW (140 PS) stieg. Insbesondere nach Vorstellung des neuen Vierzylinders M 102 in den Modellen 200 und 230 E nahm das Publikumsinteresse aber stark ab. Der M 102 konnte fast alles besser, auch der Benzinverbrauch war erheblich günstiger. Der Kombi (250 T) wurde 1982 gestrichen, in der Limousine (250) war der Motor bis 1985 erhältlich, spielte aber im Verkauf keine große Rolle mehr.
Der Motor besitzt noch wesentliche Merkmale der Vorläufer: So ist die Kurbelwelle nur vierfach gelagert und Ölpumpe, Benzinpumpe sowie Zündverteiler werden von einer schräg stehenden Welle am vorderen Motorende angetrieben, die ihrerseits über ein Kettenrad und ein Schraubenradpaar getrieben wird. Andererseits sind die Zylinder nicht mehr paarweise zusammengegossen, sondern die Zylinderabstände sind einheitlich. In den Trennwänden zwischen den Zylindern gibt es keine eingegossenen Kühlkanäle, sondern es sind Schlitze eingesägt, die vom Kühlwasser durchströmt werden.
Die senkrecht hängenden Ventile werden über Schlepphebel betätigt und sind in zwei Reihen angeordnet. Wie beim M 115 erfolgen Ein- und Auslass auf der rechten Motorseite, und auf der linken Seite ist im Zylinderkopf ein vertiefter Brennraum (bei ebenem Kolbenboden), in dem sich das Auslassventil und die Zündkerze befinden. Der restliche Zylinderquerschnitt bildet eine Quetschfläche, die das Gemisch im Brennraum verwirbelt.
Der Solex 4A1-Doppelregistervergaser mit seinen vier Lufttrichtern (Venturi-Rohr) gilt heute als relativ schwer beherrschbar. Er ist identisch mit dem Vergaser des Mercedes 280 der Vorgänger-Baureihe W 114. Dabei werden jeweils drei Zylinder von einem Satz Mischsystemen (Lufttrichter) versorgt. Ein einzelner Satz besteht aus einem relativ kleinen Lufttrichter für Leerlauf und mittlere Drehzahlen sowie einem größer dimensionierten zweiten Trichter für den Volllastbetrieb. Im Leerlauf und bis ca. ein drittel Last werden nur die beiden kleineren Systeme mechanisch vom Gaspedal angesprochen; die beiden Vollastsysteme werden bei hoher Last und Drehzahl von einer Unterdruckdose zusätzlich geöffnet. Einer zentrale Schwimmerkammer versorgt alle vier Mischsysteme mit Kraftstoff. Bei diesem Doppelregistervergaser ist, wie auch bei Einspritzmotoren üblich, die Kraftstoff-Versorgung mit Vorlauf- und Rücklaufleitung ausgelegt; dies sorgt für einen Kühleffekt des zum Tank zurücklaufenden Benzins und so für eine gewisse Sicherheit gegen Dampfblasenbildung und daraus verursache Startprobleme bei heißem Motor und/oder sommerlichen Temperaturen.
Kurz vor Einführung der ersten, mit einem Katalysator zusammenarbeitenden und nach Lambda-Sondendaten elektrisch gesteuerten Vergaser (ca. 1986/87) war dieses Baumuster an Vierrohr-Vergaser in etwa das komplexeste, was aus der Erfindung des Spritzdüsenvergasers von Wilhelm Maybach nach 80 Jahren Entwicklung geworden war. Als die Lambdasonden kamen, die für den Drei-Wege-Katalysator zur Regelung der Gemischfettigkeit nötig sind, war dieser aufwendige Vergasertyp jedoch bereits Geschichte und von der Saugrohreinspritzung ersetzt worden, die einfacher aufgebaut ist und einfacher gewartet werden kann.
Die Freude am ruhigen Lauf wurde durch einen hohen Benzinverbrauch getrübt, jedoch war dieser Motor durchaus wieder merklich sparsamer als die 280er Vergasermodelle (die im Stadtverkehr oft mehr als 17 Liter verbrauchten) und erreichte somit sein wichtigstes Entwicklungsziel. Besser aber machte dies in jeder Beziehung der Nachfolgertyp M 103 ab 1984, der in der Variante mit 2,6 Liter Hubraum kostengünstiger zu produzieren, leichter und erheblich sparsamer war, bei gestiegener Motorleistung von zunächst 125 kW (170 PS), später mit Kat 118 kW (160 PS), und besserer Drehfreude gegenüber dem vergleichsweise behäbigen M 123. Auch die Laufruhe des M 103 war nochmals erheblich besser, vor allem in der 2,6 l-Variante.

## Daten

### Varianten

#### M123.920
Der M123.920 war ein 2,5-Liter-Motor (2.525 cm³) mit einer Bohrung und einem Hub von 86 mm × 72,45 mm. Die Leistung betrug 95 kW (129 PS) bei 5.500/min, das maximale Drehmoment 196 Nm bei 3.500/min. Bauzeit: 1976 bis September 1979.
- Bohrung 86 mm, Hub 72,45 mm, Hubraum 2525 cm3
- Verdichtung 8,7 : 1
- Leistung 95 kW (129 PS) bei 5500/min
- Drehmoment 196 Nm bei 3500/min

Anwendungen:
- 1976–1979 250
- 1976–1979 250T
- 1979–1985 250 Lang (Radstand 3.425 mm)
- 1976–1979 250 Fahrgestell mit verlängertem Radstand

#### M123.921
Der 1979 überarbeitete M123.921 war ebenfalls ein 2,5-Liter-Motor (2.525 cm³). Die Leistung betrug 103 kW (140 PS) bei unveränderten 5.500/min, das Drehmoment 200 Nm bei 3.500/min. Bauzeit: September 1979 bis Dezember 1985.
- Verdichtung 9,0 : 1
- Leistung 103 kW (140 PS) bei 5500/min
- Drehmoment 200 Nm bei 3500/min

Im Oktober 1981 wurde der M 123 nochmals überarbeitet, um den Verbrauch zu senken. Die Verdichtung wurde durch Änderung der Brennräume im Zylinderkopf auf 9,4 : 1 erhöht; die übrigen Daten blieben gleich. Die interne Typenbezeichnung des Motors wurde gleichzeitig von M 123.920 auf M 123.921 geändert.
Anwendungen:
- 1979–1985 250
- 1979–1985 250T
- 1979–1985 250 Lang (Radstand 3.425 mm)
- 1979–1985 250 Fahrgestell mit verlängertem Radstand (3.425 mm)